# Camponotus schneei
Camponotus schneei é uma espécie de inseto do gênero Camponotus, pertencente à família Formicidae.